# Wesley (Iowa)
Wesley – miasto w Stanach Zjednoczonych, w stanie Iowa, w hrabstwie Kossuth. Zgodnie ze spisem statystycznym z 2000 roku, miasto liczyło 467 mieszkańców.